# Butade
Butade (in greco antico: Βουτάδαι?, Boutádai) era un demo dell'Attica. La sua collocazione è incerta, ma alcuni rinvenimenti archeologici fanno pensare ad una posizione a nord-est del Ceramico, lungo la via Sacra, vicino a Laciade e al Cefiso.

## Storia
Il demo prende nome dall'eroe Bute, ricordato come pastore, contadino, guerriero, argonauta e sacerdote. L'importante famiglia degli Eteobutadi, che possedeva alcune cariche sacerdotali ereditarie, rivendicava la discendenza da tale eroe e originariamente si chiamava proprio Butade; dopo che Clistene creò il demo con lo stesso nome, i sacerdoti cambiarono nome in Eteobutadi o "reale Butade".
Probabilmente Clistene diede al demo lo stesso nome della famiglia di sacerdoti per ridurne il potere: essa, infatti, deteneva due delle più importanti cariche religiose, quella di Atena Polias e quella di Poseidone Eretteo, che erano venerati sull'acropoli di Atene insieme a Bute. Inoltre essi sostenevano gli abitanti della pianura, che lottava contro gli Alcmeonidi per il controllo dell'Attica. Clistene li indebolì anche collocando il demo nella tribù Eneide anziché nell'Eretteide, poiché essi possedevano anche il culto di Eretteo, ma anche la tribù Eretteide, a sua volta, esprimeva un sacerdote dello stesso dio estraendolo a sorte. La famiglia vide ciò come un affronto e cambiò il suo nome da Butadi a Eteobutadi (cioè "veri discendenti di Butade").